# Jaime II de Urgel
Jaime II de Urgel, el desafortunado, también llamado Jaime de Aragón(en catalán Jaume d’Aragó; Balaguer, 1380-Játiva, 1433), fue conde de Urgel, vizconde de Áger, barón de Antillón, de Alcolea de Cinca y de Fraga. Al no ser elegido como nuevo rey de la Corona de Aragón en el Compromiso de Caspe se levantó en armas contra Fernando I de Aragón pero su rebelión resultó derrotada.

## Biografía
Hijo de Pedro II de Urgel (1340-1408) y de Margarita de Montferrato y de Mallorca (1364-1420) (hija de Juan II de Montferrato y de Isabel de Mallorca) heredó de su padre el condado de Urgel, convirtiéndose en el último conde de Urgel.
El 18 de diciembre de 1406 se firman las capitulaciones matrimoniales y en el verano de 1407 contrae matrimonio con Isabel de Aragón y Fortiá (1376-1424), hija de Pedro IV el Ceremonioso y hermana de Martín I el Humano (1356-1410), quien le ofrece el 15 de junio de 1408, tras la muerte de su padre Pedro II de Urgel, el cargo de lugarteniente del reino de Aragón, que aceptó el 22 de septiembre, aunque los Diputados del General rechazaron el nombramiento por ser contrario a los Fueros del reino.
El 25 de julio de 1409 muere el heredero real, Martín el Joven (1374-1409). El 5 de agosto de 1409 Jaime es nombrado procurador general de Aragón, cargo que solía ostentar el primogénito real.  Poco antes de morir, el rey Martín el Humano revocó el nombramiento de Jaime (17 de mayo de 1410) debido a los disturbios que provocó en Zaragoza, ciudad en la que habían entrado las tropas armadas de Jaime para enfrentarse al gobernador de Aragón Gil Ruiz de Lihorí, al justicia mayor,  Juan Jiménez Cerdán, y al arzobispo García Fernández de Heredia.
 

El rey murió sin dejar nombrado sucesor y Jaime de Urgel se postuló, con otros seis candidatos, al trono de la Corona de Aragón. Pero se le acusó de haber ordenado el asesinato del arzobispo de Zaragoza García Fernández de Heredia, quien se había opuesto radicalmente a la candidatura de Jaime al trono. Antón de Luna, el principal valedor en Aragón de las pretensiones a la Corona del Conde de Urgel, había dado muerte al arzobispo el 1 de junio de 1411. Finalmente, la situación terminó por resolverse con el llamado Compromiso de Caspe, en el que Jaime resultó derrotado y fue elegido Fernando de Trastámara, quien reinaría como Fernando I de Aragón. 

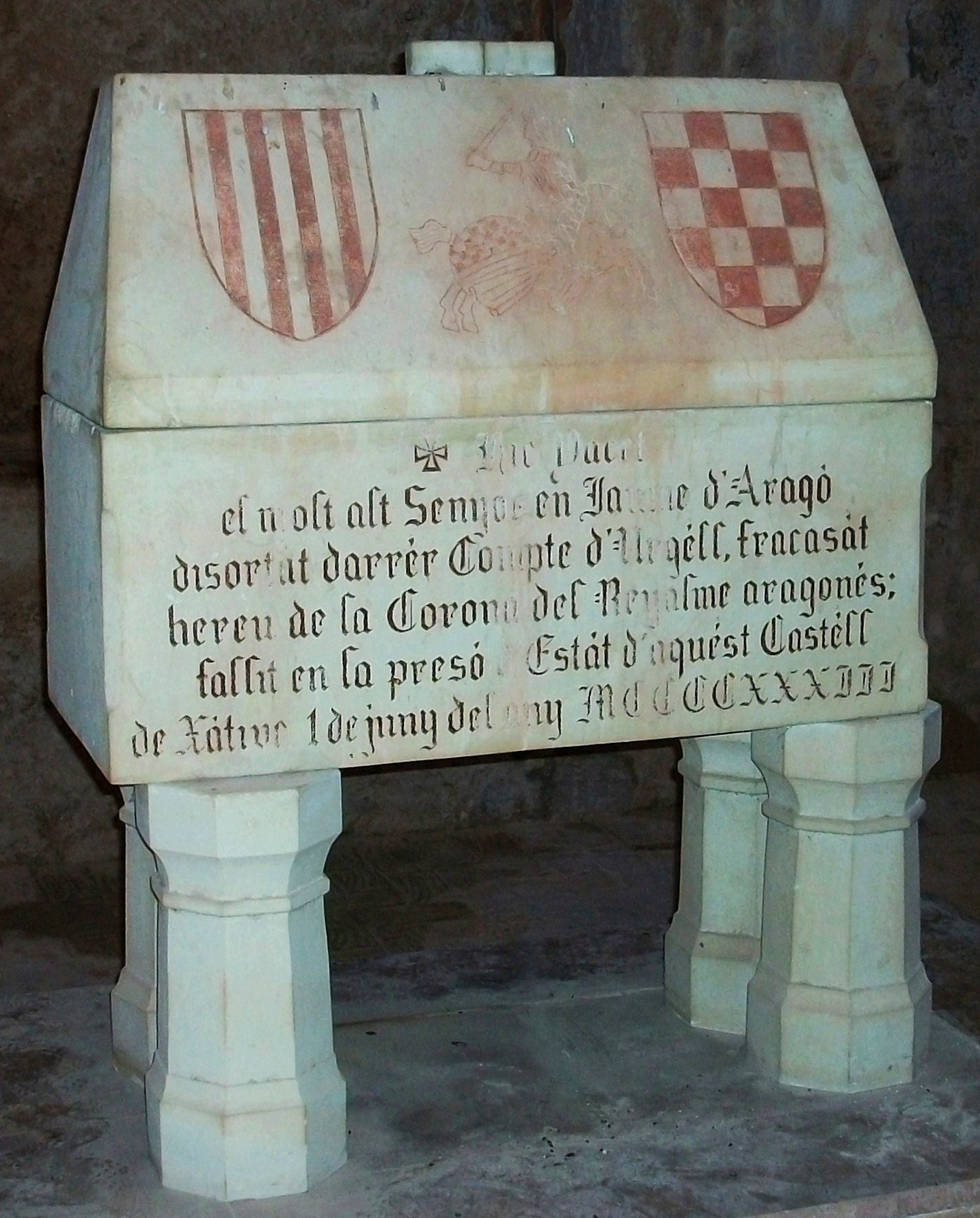
Sarcófago de Jaime II de Urgel en el castillo de Játiva.

Aconsejado por su madre y por Antón de Luna, se negó a reconocer como rey a Fernando I y se alzó en armas contra el monarca. Derrotado en Castelflorite y Montearagón, se refugió en el castillo de Balaguer donde sufrió el asedio de las tropas reales hasta que acabó rindiéndose el 31 de octubre de 1413. Procesado y condenado, sus bienes fueron confiscados. Estuvo en prisión en el castillo de Urueña (1413-1420, y nuevamente entre 1424 y 1426), en el de Mora (1420-1422), en el Alcázar de Madrid (1422-1424), brevemente en Teruel (1426) y, finalmente, fue llevado en ese mismo año al castillo de Játiva, donde murió en 1433 a los cincuenta y tres años de edad. Según Jaume Vicens Vives fue trasladado en 1426 a Játiva desde el castillo de Castrotorafe en Zamora por orden del rey de la Corona de Aragón Alfonso el Magnánimo previo acuerdo con el rey Juan II de Castilla.
Durante la guerra civil catalana (1462-1472) circuló una especie de crónica anónima titulada La fi del comte d'Urgell ('El fin del conde de Urgel') en la que se acusaba al rey Juan II de Aragón de haber asesinado junto con sus hermanos los infantes de Aragón don Enrique y don Pedro al conde Urgel en su celda del castillo de Játiva. La leyenda fue recuperada durante el siglo XVII pero la moderna historiografía ha demostrado que es completamente falsa, pues en aquellas fechas ni el entonces infante don Juan, rey consorte de Navarra, ni el infante don Pedro se encontraban en Valencia. Sólo estaba allí el infante don Enrique. Además, como ha señalado Jaume Vicens Vives, el hecho es completamente inverosímil porque «la muerte del conde no interesaba entonces a nadie. Jurídicamente no poseía ningún derecho a la corona de Aragón, pues por dos veces los estados catalano-aragoneses la habían confirmado en las sienes de los Trastámaras; políticamente, ningún partido le apoyaba».

## Matrimonio y descendencia
El 29 de junio de 1407 contrajo matrimonio en Valencia con Isabel de Aragón, hija del rey Pedro IV de Aragón y hermana de Martín el Humano. De esta unión nacieron:
- Isabel de Urgel (1409-1469), casada con el infante Pedro de Portugal, duque de Coímbra.
- Leonor de Urgel, casada con Ramón del Balzo Orsini, príncipe de Salerno, duque de Amalfi y conde de Nola.
- Juana de Urgel, casada en primeras nupcias con Juan I de Foix, y en segundas nupcias con Joan Ramon Folc III de Cardona, IV conde de Cardona.
- Felipe de Urgel, que murió joven.
- Catalina de Urgel, también fallecida joven.